# Coenocorypha aucklandica perseverance
La chochita de las Campbell (Coenocorypha aucklandica perseverance) es una subespecie de la chochita de las Auckland (Coenocorypha aucklandica) endémica de la isla Campbell, una isla subantártica al sur de Nueva Zelanda. No fue descrita formalmente hasta enero de 2010. El nombre de las subespecie alude al barco foquero Perseverance, que capitaneado por Frederick Hasselborough descubrió la isla Campbell en 1810, y que involuntariamente introdujo las ratas en la isla al naufragar allí en 1828.

## Historia
La existencia de la chochita de las Campbell fue desconocida hasta 1997, cuando durante una investigación de búsqueda de la cerceta de las Campbell, fue descubierta una pequeña población en un islote rocoso casi inaccesible, isla Jacquemart.
Las chochitas se extinguieron en las islas principales de Nueva Zelanda, pero sobrevivieron en varias islas subantárticas. Un naturalista desembarcó en la isla Campbell en 1840 y no encontró aves allí. Todas las aves terrestres endémicas habían sido exterminadas a causa de las ratas procedentes de los naufragios en la zona de mediados del siglo XIX. En 2001 las ratas de la isla Campbell fueron erradicadas (la mayor erradicación de ratas por una iniciativa conservacionista del mundo) con la esperanza de que la chochita regresara naturalmente a su hábitat original.
En 2006 BDG Synthesis realizó una investigación en la isla Campbell. Los espertos Colin Miskelly y James Fraser, con ayuda de perros rastreadores, registraron la isla para ver si la chochita había regresado a la isla principal. También tenían como objetivo recolectar ADN y compararlo con los de las poblaciones extintas. Descubrieron que la especie habría recolonizado la islas con una población de unos 30 individuos. La noticia fue recibida con alivio, ya que se temió que tendría que haber una intervención humana para reintroducirla desde la isla Jacquemart, pero la población de la isla Campbell, de 11 000 hectáreas, se produjo naturalmente una vez estuvo libre de la plaga de ratas.